# لیسا پی. جکسون

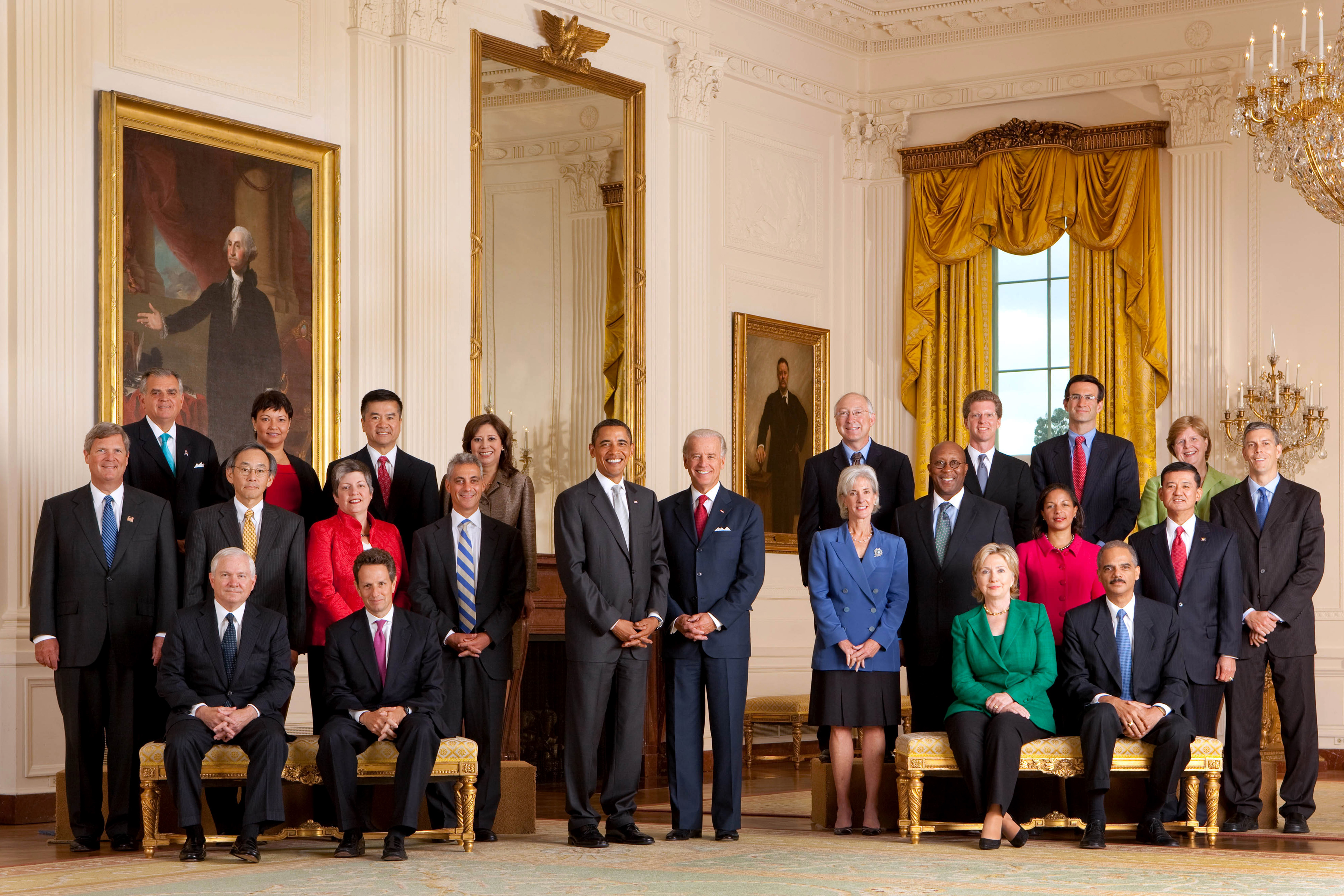
کابینه اول باراک اوباما، رئیس جمهوری آمریکا، در اتاق شرقی سال ۲۰۰۹ ردیف اول ایستاده از چپ به راست: ری لحود٬ لیسا جکسون٬ گری لاک٬ هیلدا سولیس٬ باراک اوباما٬ جو بایدن٬ کن سالازار٬ شان داناون٬ پیتر اورزاگ٬ کریستینا رومر٬ آرنی دانکن ردیف دوم ایستاده: تام ویلساک٬ استیون چو٬ جنت ناپالیتانو٬ رام امانوئل٬ کاتلین سیبیلیوس٬ ران کرک٬ سوزان رایس٬ اریک شینسکی ردیف سوم نشسته: رابرت گیتس٬ تیموتی گایتنر٬ هیلاری کلینتون٬ اریک هولدر

لیسا جکسون (به انگلیسی: Lisa Jackson) سیاست‌مدار آمریکایی و رئیس آژانس حفاظت محیط زیست ایالات متحده آمریکا است.
جکسون دارای کارشناسی ارشد مهندسی شیمی از دانشگاه پرینستون و کارشناسی همین رشته از دانشگاه تولین با معدل بیست (به لاتین: Summa Cum Laude) است.
او دومین زن سیاهپوست کابینه اوباما است.